# Lake Fraser
Der Lake Fraser ist ein See in der Region Southland auf der Südinsel von Neuseeland.

## Geographie
Der Lake Fraser befindet sich nahe der Südwestküste der Südinsel, rund 9 km südlich des Tamatea / Dusky Sound und rund 10,5 km nördlich der Western Passage sowie rund 9,3 km westnordwestlich des Moana-whenua-pōuri / Edwardson Sound. Der See, der sich auf einer Höhe von 31 m befindet, besitzt eine Flächenausdehnung von rund 1,89 km², bei einer Länge von rund 2,4 km in Nordwest-Südost-Richtung und einer maximalen Breite von rund 1,1 km in Südwest-Nordost-Richtung.
Gespeist wird der See durch verschiedene Streams, von denen einer vom östlich gelegenen Lake Macarthur kommt und der andere aus den weitverzweigten nordöstlich gelegenen Tälern und einem 492 m hoch gelegenen unbenannten, rund 16 Hektar großen Gebirgssee kommt. Die Entwässerung des Sees erfolgt an seiner Westseite über den Newton River, der in die Tasmansee mündet.